# Abel Muzorewa
Abel Tendekayi Muzorewa (Umtali, Manicaland, Dél-Rhodesia, 1925. április 14. – Borrowdale, Harare, Zimbabwe, 2010. április 8.) Zimbabwe-Rhodesia miniszterelnöke volt a függetlenné válás átmeneti időszakában. Metodista püspök és nacionalista vezető, terminusa mindössze fél évig tartott.

## Fiatalkora
Muzorewa egy nyolcgyermekes család legidősebb gyermeke, Old Umtali metodista iskolájában végezte tanulmányait. 1943 és 1947 között iskolai tanár volt Mrewában, majd ezután két évig lelkész Mtoko városában. Az 1950-es években tovább mélyítette teológiai tanulmányait. Több USA-beli keresztény iskolát is megjárt élete során.

## Miniszterelnöksége
A Ian Smith-vezette kormány már nem tudta tovább halasztani egy választás kiírását, a fekete többségű lakosság és a nyugati közvélemény egyaránt nagy nyomással nehezedett rá. Ám a választást igyekeztek úgy rendezni, hogy a fehérek vezette felső tízezer réteg mégse veszítse el befolyását. A két nagy párt, a ZANU és a ZAPU távol maradt a választásoktól, így az Egyesült Afrikai Nemzeti Tanács színeiben induló Muzorewa nyerni tudott 1979-ben. Ám a két nagypárt bojkottja miatt borítékolható volt, hogy az új kormány nem lesz hosszú életű. Nyugaton választási csalásról kezdtek el beszélni, Zimbabwéban pedig arról, hogy a Muzorewa-féle bábkormány mögött továbbra is a fehérek érdekei érvényesülnek. Nemzetközi nyomásra 1980-ra újabb választásokat írtak ki. Ezen már elindult az összes párt, s a Robert Mugabe-vezette ZANU győzni tudott.

## Halála
Abel Muzorewa rák következtében 2010. április 8-án hunyt el hararei otthonában.